# Arrigny
Arrigny település Franciaországban, Marne megyében. Lakosainak száma 233 fő (2022. január 1.). Arrigny Larzicourt, Giffaumont-Champaubert, Isle-sur-Marne, Moncetz-l’Abbaye, Outines és Saint-Remy-en-Bouzemont-Saint-Genest-et-Isson községekkel határos.

## Népesség
A település népességének változása:
| Lakosok száma | 251  | 236  | 284  | 265  | 259  | 258  | 244  | 238  | 239  | 233  |
|               | 1968 | 1982 | 1990 | 2006 | 2013 | 2015 | 2017 | 2019 | 2020 | 2022 |